# 宁蒗龙胆
宁蒗龙胆（学名：Gentiana ninglangensis）为龙胆科龙胆属的植物，是中国的特有植物。分布在中国大陆的云南等地，生长于海拔2,500米至3,000米的地区，多生于湿草地，目前尚未由人工引种栽培。